# Проспект Независимости (Харьков)
Проспект Независимости (укр. Проспект Незалежності) — одна из центральных улиц города Харькова. Берёт начало от Зоологического моста в Нагорном районе, являясь восточной границей Загоспромья, заканчивается перекрёстком с Сумской улицей.
До 1936 года улица именовалась Кольцевая-1, так как в Загоспромье охватывала здание Госпрома и Дом кооперации полукольцом, повторяя конфигурацию круглой части площади Свободы. С 1936 года называлась проспектом «Правды» в честь столичной газеты «Правда». В 2016 году проспект был «декоммунизирован» в рамках борьбы с советским наследием.

## История
Появление улицы относится к 1880-м годам прошлого века. Возникла она на земле, принадлежавшей Харьковскому университету. Направление застройки было положено сооружением трёхэтажного здания, предназначенного для студенческого общежития. Однако общежитие здесь так и не открыли, а в здании разместился медицинский факультет Харьковского университета. Севернее этого здания по Сумской был построен жилой дом. Возникший между ними проезд после Октябрьской революции был назван Индустриальным переулком. Размещение на Сумской улице медицинского факультета — самого крупного в университете (он насчитывал в то время 24 кафедры) — привело к строительству в этом районе анатомического театра (1886—1888 годы) и университетских клиник.
Сооружение терапевтической, хирургической, акушерской и офтальмологической клиник продолжалось с 1890 по 1896 год. На университетской земле возник целый клинический городок. Он занял большую территорию (ныне район, ограниченный улицами Данилевского, Тринклера и проспектом Независимости).

## Дальнейшая застройка
Дальнейшая застройка нынешнего проспекта Независимости связана с образованием площади Дзержинского. В августе 1927 года по проекту инженера А. З. Когана началось строительство громадного, в пять с половиной этажей «Дома табачников» (пр. Независимости, 1), который сооружался напротив Дома Госпромышленности. В 1929 году, к 12-й годовщине Октябрьской революции, был сдан в эксплуатацию Дом союза химиков (архитектор Ю. Игнатовский), расположенный в районе проспекта, а в конце того же года началась подготовка к постройке большого дома, предназначенного для рабочих промышленных предприятий Харькова — «Красный промышленник» (пр. Независимости, 5), где долгие годы жил известный харьковский музыковед Сергей Александрович Коротков, и начато строительство «Дома специалистов» (пр. Независимости, 7), в котором жили многие известные учёные, деятели культуры, ведущие специалисты и руководители предприятий Харькова. Весной 1934 года на Кольцевой-1 был разбит сквер. В советское время значительной реконструкции подвергся клинический городок. В 1935 году здесь насчитывалось девять основных клиник. В 1936—2016 годах проспект назывался проспектом «Правды».

## Переименование
В 2016 году Проспект "Правды" стал Проспектом Независимости.